# 北野 (所沢市)
北野（きたの）は、埼玉県所沢市の地名。一丁目から三丁目までが設置されている。郵便番号は359-1152。

## 地理
所沢市中西部に位置し、小手指地区に所属する。
町境北辺は国道463号所沢入間バイパスに接し、周囲の小手指元町・北野南・三ヶ島・北野新町と隣接する。
面積は計約1.35 km2。町内は東から西の順に一丁目から三丁目が設置され、畑用地や住宅地として利用されている。
町内の北西部を砂川堀雨水幹線が、また南部を東川が、それぞれ西から東に流れ、東川の流域には北野総合運動場が設置されている。

### 河川
- 砂川堀 - 橋梁：不動橋 ・誓詞橋 ほか
- 東川 - 橋梁：狭山湖橋 ほか

## 歴史
かつては埼玉県入間郡小手指村であった。小手指村が所沢町と合併した頃には大字北野として現在の青葉台・北野新町・北野南・小手指町・小手指元町・小手指南を含む広大な範囲であったが、1977年（昭和52年）から2005年（平成17年）までに区画整理や町名・地番変更により現在の範囲になった。現在の町域一帯は小手指原と呼ばれ、緑豊かな原野や畑が広がっている。

### 地名の由来
- 近隣の北野天神社に由来する[* 1]。

### 沿革
- 1889年（明治22年）4月1日 - 町村制施行に伴い、北野村、上新井村が合併し、入間郡小手指村の村域となる。
- 1943年（昭和18年）4月1日 - 小手指村が所沢町・山口村・富岡村・吾妻村・松井村と合併し、入間郡所沢町大字北野となる。
- 1977年（昭和52年）
  - 6月15日 - 小手指駅周辺地区の区画整理により、北東部が小手指町となり分離。
  - 8月1日 - 町名整備により、大字北野の北部の一部が若狭の一部となり分離[7][8]。
- 1982年（昭和57年）6月20日 - 北部の一部が小手指町2丁目に編入される。
- 2004年（平成16年）7月17日 - 町名・地番変更実施により、南東部が小手指南となり分離。
- 2005年（平成17年）7月19日 - 町名・地番変更実施により、東部が小手指元町・小手指町5丁目となり分離。
- 2006年（平成18年）7月18日 - 町名・地番変更実施により、北部が北野新町、南部が北野南となり分離。残る国道463号（所沢入間バイパス/小手指バイパス）から埼玉県道・東京都道179号所沢青梅線の間に町名としての北野1丁目〜3丁目が成立。大字としての北野は消滅した。

## 世帯数と人口
2017年（平成29年）9月30日現在の世帯数と人口は以下の通りである。
| 丁目       | 世帯数  | 人口    |
| ---------- | ------- | ------- |
| 北野一丁目 | 251世帯 | 591人   |
| 北野二丁目 | 154世帯 | 391人   |
| 北野三丁目 | 202世帯 | 359人   |
| 計         | 607世帯 | 1,341人 |

## 小・中学校の学区
市立小・中学校に通う場合、学区は以下の通りとなる。
| 丁目       | 番地 | 小学校             | 中学校             |
| ---------- | ---- | ------------------ | ------------------ |
| 北野一丁目 | 全域 | 所沢市立北野小学校 | 所沢市立北野中学校 |
| 北野二丁目 | 全域 | 所沢市立北野小学校 | 所沢市立北野中学校 |
| 北野三丁目 | 全域 | 所沢市立北野小学校 | 所沢市立北野中学校 |

## 交通

### 鉄道
西武池袋線 - 最寄駅は小手指駅。

### バス
- 西武バス
  - 西武池袋線小手指駅より早稲田大学行きバス（小手02系統）
    - こてさし荘〜誓詞橋〜所沢ロイヤル病院前〜平沢記念病院〜北野総合運動場〜狭山湖口 下車

  - 西武池袋線小手指駅より八高線金子駅行きバス（小手06･小手07系統）
    - 内手〜狭山湖口 下車

  - 西武池袋線小手指駅より椿峰ニュータウン行きバス（小手01系統）
    - こてさし荘入口〜宮後[10] 下車
- 市内循環ところバス
  - 西路線
    - 所沢ロイヤル病院前〜平沢記念病院〜北野総合運動場前〜狭山湖口 下車

### 道路
- 国道463号（所沢入間バイパス）
- 埼玉県道・東京都道179号所沢青梅線
- 市道「狭山湖通り」
- 市道「小手指ヶ原古戦場通り」

交差点
| - 誓詞橋 - 所沢西高校入口 - 小手指ヶ原 | - 北野天神前 - 稲荷坂 - 狭山湖入口 |

## 公園・緑地
- 北野総合運動場（テニスコート･少年野球場･サッカー場など[11]）
- トトロの森14・27・42・44・54・55号地

## 施設
教育・保育
- 所沢市立北野小学校
- 所沢市立北野中学校
- 私立所沢第六文化幼稚園
- やまゆり保育園
- あかねの虹・保育園

公共
- 埋蔵文化財調査センター[12]
- 所沢中央消防署三ヶ島分署（旧称:西分署）
- 所沢市立第1学校給食センター[13]
- 小手指公民館第4分館
- 小手指第10区公会堂
- 老人憩の家 こてさし荘

医療
- 所沢ロイヤル病院
- 平沢記念病院

寺社

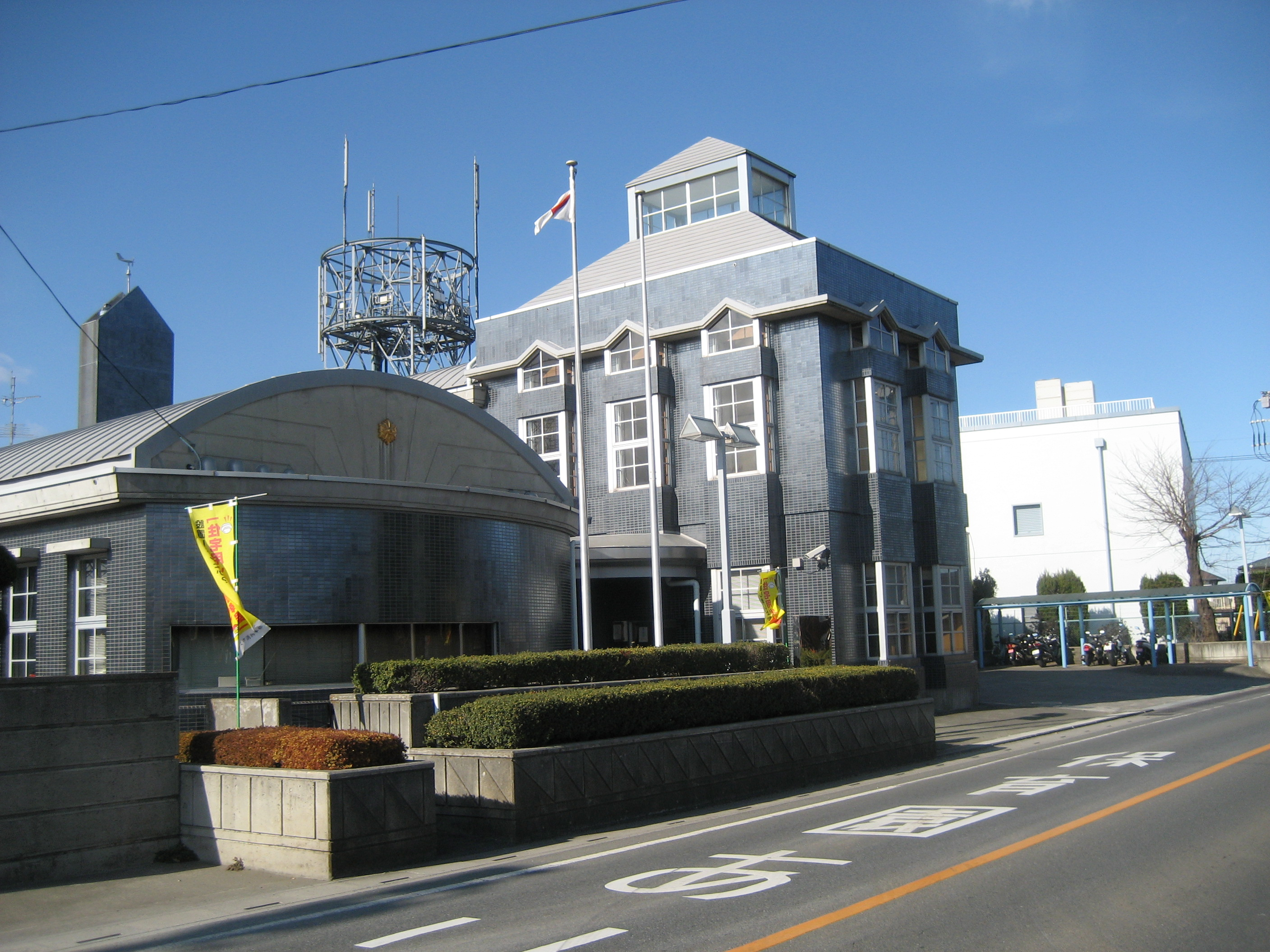
所沢中央消防署三ヶ島分署

- 梅林山全徳寺 - 曹洞宗の寺院。武蔵野三十三観音霊場第12番札所。

※北野天神の現住所は小手指元町。

## 史跡
- 小手指原古戦場
  - 白旗塚